# Dicranomyia (Idiopyga) nigristigma
Dicranomyia (Idiopyga) nigristigma is een tweevleugelige uit de familie steltmuggen (Limoniidae). De soort komt voor in het Palearctisch gebied.